# Malin Hedström
Malin Ulrika Hedström, född Andersson 28 mars 1975 i Hov församling i Västergötland, är en svensk bilderboksförfattare.
Malin Hedströms bilderboksdebut, Egil, Orgeln och Hullerombullertanterna, som är illustrerad av konstnären och barnboksförfattaren Anna Andersson sålde slut på bara tre veckor på förlaget och har tryckts i en andra upplaga. Malin Hedström är gift med kantorn och tonsättaren Sven Hedström (född 1957) som tillsammans med henne skrivit Egils sång i Egil, Orgeln och Hullerombullertanterna samt musiken i Lilla jags barnmusikal.
Malin Hedström är utbildad grundskollärare. Hon läste 2011 om Astrid Lindgrens författarskap vid Linneuniversitetet i Kalmar och studerade 2013–2014  litteraturvetare,  vid högskolan Dalarna. 2014–2015 läste hon heltidsutbildning i litterärt skrivande vid Skrivarakademin i Stockholm.